# Charmois-devant-Bruyères
Charmois-devant-Bruyères é uma comuna francesa na região administrativa do Grande Leste, no departamento de Vosges. Estende-se por uma área de 6.61 km². Em 2010 a comuna tinha 399 habitantes (densidade: 60,4 hab./km²).